# 福江 (海防艦)
福江（ふかえ） は、日本海軍の海防艦。普遍的には択捉型海防艦の10番艦とされているが、海軍省が定めた公式類別では占守型海防艦の14番艦。艦名は長崎県にある福江島にちなむ。

## 艦歴

### 竣工まで
マル急計画の海防艦甲型、第310号艦型の9番艦、仮称艦名第319号艦として計画。1942年（昭和17年）10月30日、浦賀船渠で起工。1943年（昭和18年）2月5日、「福江」と命名。本籍を横須賀鎮守府と仮定され、占守型海防艦の14番艦に定められる。4月2日、進水。5月29日、艤装員長に江川重良少佐が着任。6月2日、艤装員事務所を設置。11日、艤装員長が広瀬信治郎少佐に交代。6月28日、竣工。広瀬少佐（福江艤装員長）は福江海防艦長となる。同日附で、福江艤装員事務所は撤去された。本籍を横須賀鎮守府に定められ、横須賀鎮守府警備海防艦として横須賀防備戦隊に編入された。

### 昭和18年の行動
竣工した福江は1943年（昭和18年）、横須賀に移動し、訓練を行った。
7月
- 15日 - 連合艦隊第四艦隊第二海上護衛隊に移籍。
- 24日 - 特設航空機運搬艦最上川丸（東洋海運、7,496トン）、海軍徴用船西江丸（大連汽船、5,385トン）、特設運送船山霧丸（山下汽船、6,439トン）からなる第3724船団を護衛して横須賀を出港。
- 31日 - 午後、船団は北緯11度08分 東経153度18分 / 北緯11.133度 東経153.300度のトラック北北東240海里の地点を航行中、米潜ポーギー(USS Pogy, SS-266)に発見される。

8月
- 1日
  - 日付が変わった直後、ポーギーは魚雷を4本発射、魚雷は最上川丸の右舷4番船倉と機関室に命中し、最上川丸は沈没した[2]。福江は爆雷3発を投下し対潜掃討を行った。
  - 数時間後、福江は西江丸とともに最上川丸の沈没地点に戻り、最上川丸の乗船者約600名を救助した。
  - 午前6時10分、ポーギーは北緯10度52分 東経153度16分 / 北緯10.867度 東経153.267度の地点で西江丸へ向けて魚雷を発射。魚雷は西江丸の右舷4番船倉に命中したが、同船は積んでいた木材のおかげで沈まずに済んだ。福江は再度対潜掃討を行い、爆雷13発を投下したもののポーギーに損害はなかった。
  - 同日、船団はトラックに到着。
- 4日 - トラックを出港し、対潜哨戒を行う。
- 6日 - トラックに到着。
- 10日 - 特設航空機運搬艦五洲丸（五洋商船、8,592トン）、特設運送船恵昭丸（大同海運、5,879トン）、海軍徴用船桃川丸（川崎汽船、3,829トン）からなる第4810船団を護衛してトラックを出港。
- 13日 - ロタ島西方15浬地点付近で特務艦矢風が合流し護衛を開始。同日、サイパンに寄港し矢風を分離した後出港。
- 18日 - 船団は館山に寄港し、同日中に横須賀に到着した。
- 27日 - 輸送船2隻からなる第3827甲船団を護衛して横須賀を出港した。

9月
- 6日 - トラックに到着。
- 8日 - 海軍徴用船乾進丸（乾汽船、3,126トン）、特設運送船(給糧船)豊光丸（帝国水産統制、1,521トン）、特設運送船第十八眞盛丸（原商事、2,711トン）からなる第4908船団を護衛してトラックを出港。
- 19日 - 横須賀に到着。
- 21日 - 13時、特設運送船菊川丸（川崎汽船、3,833トン）、同日吉丸（巴組汽船、4,046トン）、特設運送船(給炭油船)第十八御影丸（武庫汽船、4,319トン）他輸送船3隻からなる第3921船団[3]を海防艦隠岐と共に護衛して横須賀を出港。同日中に館山に到着。
- 22日 - 第27号掃海艇を加えた後、隊列を整えて出港。
- 23日 - 午前7時、北緯31度57分 東経139度52分 / 北緯31.950度 東経139.867度の地点で第27号掃海艇が分離して館山へ向かった。
- 28日
  - 午前7時15分、北緯15度17分 東経145度39分 / 北緯15.283度 東経145.650度のサイパン島北方沖でサイパン行きの貨客船泰安丸（日本郵船、3,158トン）が船団から分離するため、サイパンから来着予定の護衛の特設掃海艇第二文丸（西大洋漁業、297トン）、特設駆潜艇第十京丸（極洋捕鯨、341トン）を待つべく停止。
  - 14時22分、船団は米潜ガジョン(USS Gudgeon, SS-211)に発見される。ガジョンは泰安丸に向けて魚雷を4本発射、うち3本が右舷に命中し、泰安丸は沈没した[4]。
  - 福江と隠岐は爆雷17発を投下したが、ガジョンは健在だった。

10月
- 1日 - 船団はトラックに到着。
- 5日 - 早朝、福江はトラックを出港し、バリクパパンから原油を搭載してトラックに向かっていた特設運送船(給油船)宝洋丸（日東汽船、8,691トン）と合流。同日午前10時、2隻はトラックに到着した。
- 8日 - 特設運送船満珠丸（大阪商船、7,266トン）、特設運送船(給炭油船)三江丸（大連汽船、4,776トン）、海軍徴用船建部丸（北日本汽船、4,519トン）他輸送船2隻からなる第4008船団を電纜敷設艇初島、第12号駆潜艇、特設敷設艇長安丸（西日本汽船、330トン）と共に護衛してトラックを出港。
- 9日 - 第12号駆潜艇、初島が船団から分離。
- 13日 - サイパンから出てきた特設運送船武庫丸（太平汽船、4,862トン）、海軍徴用船常島丸（飯野海運、2,927トン）、特設運送船(給糧船)地洋丸（西大洋漁業、657トン）および護衛の特設駆潜艇1隻が船団に合流。
- 15日 - 護衛の特設駆潜艇が船団から分離。
- 18日 - 館山に到着。
- 19日 - 出港。同日中に横須賀に到着した。
- 26日 - 海軍徴用船山鬼山丸（鏑木汽船、4,776トン）、同安房丸（北日本汽船、4,523トン）、特設運送船(給炭油船)総洋丸（東洋汽船、6,081トン）からなる第3026船団を特設運送船第二号長安丸（大阪商船、2,631トン）と共に護衛して横須賀を出港。
- 30日 - 午前、北緯31度19分 東経140度15分 / 北緯31.317度 東経140.250度の須美寿島近海で総洋丸が曳航していた運貨筒の曳航索が突然切れてしまう。午後12時、総洋丸は運貨筒を放置して北上。
- 31日 - 午前8時20分、前日放置した運貨筒を発見。16時、鳥島近海で第29号掃海艇が総洋丸と合流し、曳航索の再設置作業の援助と警戒を行う。19時に作業を終え、第29号掃海艇と別れた総洋丸は再度南下する。

11月
- 1日 - 運貨筒が破損し流失。
- 5日 - 艦長が岡部毅少佐に交代。
- 9日 - 船団はトラックに到着。
- 14日 - 地洋丸、海軍徴用船北江丸（大連汽船、5,384トン）、貨物船日鉱丸（日産汽船、5,949トン）他輸送船1隻からなる第4114船団を駆逐艦夕月と共に護衛してパラオを出港する。このうち、北江丸は8月30日に輸送船団護衛中、空襲を受けて被弾中破していた第10号駆潜艇を曳航していた。
- 15日 - 第二海上護衛隊は海上護衛総司令部の指揮下となる。
- 19日
  - 未明、北緯22度28分 東経147度22分 / 北緯22.467度 東経147.367度のサイパン島沖を航行中、船団は米潜ハーダー(USS Harder, SS-257)にレーダーで発見されてしまう。ハーダーは船団から14km離れた位置で潜航し、夕月が艦尾後方700mを通過するのを待ってから攻撃を開始。2隻の目標に対して魚雷を6本、続けて艦尾発射管から4本発射して5つの爆発を確認する[5][6]。
  - 午前4時35分、1度目の雷撃で発射された魚雷は1本が一般徴用船鵜戸丸（日本製鐵、3,936トン）に命中。鵜戸丸は急激な浸水により傾斜し、沈没した[7]。また、同時に北江丸の左舷5番船倉に1本が命中し、同船は大破する[8]。夕月は北江丸を曳航する。
  - 午前10時40分、夕月が曳航していた北江丸の船体が断裂し後部が沈没。地洋丸が第10号駆潜艇を曳航し、福江はこれを護衛して父島へ向かった。日鉱丸も父島へ向かうが、途中で北江丸を曳航するよう命令を受けて反転。
  - 午後6時50分、日鉱丸は現場に到着して曳航しようとするがうまくいかず、いつしか夕月は日鉱丸を見失ってしまった[9][10]。また、第46号哨戒艇が父島を出港し、日鉱丸、北江丸の救援に向かった。
  - ハーダーは64発もの爆雷攻撃を潜り抜け、魚雷を再装填した後、午後になってから浮上して追跡を開始。夜になり、ハーダーは暗夜の中をレーダーを頼みに2つの目標に対して魚雷を4本発射するが、命中しなかった。
- 20日
  - 日付が変わって間もなく魚雷をもう3本発射し、2本が命中したことを確認する[11]。ハーダーの観測で1隻は間もなく沈没していったが、もう1隻は健在だろうと思われさらに魚雷を1本発射したが命中せず、相手が備砲で反撃してくる中を重ねて魚雷を3本発射したが結果はよく分からなかった[12]。しかし、ハーダーは目標を全て一掃したと報告して攻撃を終えることとした[12]。
  - 日付が変わる頃、北緯23度20分 東経147度30分 / 北緯23.333度 東経147.500度の地点で日鉱丸の船尾に魚雷1本が命中した。日鉱丸のその後ははっきりしないが、この被雷で沈没したとされる[7][13]。
- 22日
  - 午前6時、第46号哨戒艇が現場に到着。夕月は護衛を引き継いだ後、父島へ向かう。
  - 午前9時、北江丸は第46号哨戒艇が見守る中、北緯23度42分 東経140度00分 / 北緯23.700度 東経140.000度の地点[注釈 2][14]で沈没した。
- 23日
  - 朝、夕月は父島に到着[13]。
  - 午後、夕月は行方不明の日鉱丸を捜索しながら北上したが、発見できないため反転。船団に復帰。
- 25日 - 船団は横須賀に到着した[13]。
- 28日 - 貨物船昭鳳丸（東和汽船、2,723トン）、特設運送船(給糧船)榛名丸（帝国水産統制、1,462トン）、特設運送船那岐山丸（三井船舶、4,391トン）他輸送船1隻からなる第3128船団を特設砲艦長運丸（長崎合同汽船、1,914トン）と共に護衛して横須賀を出港。
- 29日 - この日は荒天だっだが、八丈島東北東海域で米潜スナッパー(USS Snapper, SS-185)に発見される。スナッパーは射程に接近し、午前9時5分に魚雷を3本発射。そのうちの2本が特設運送船乾隆丸（乾汽船、4,575トン）に命中し、乾隆丸は炎上の後沈没した。

12月
- 6日 - サイパンを出港した駆逐艦追風が船団に合流。
- 7日 - 長運丸が分離してサイパンに向かう。
- 12日 - 船団はトラックに到着。
- 22日 - 海軍徴用船黄海丸（三井船舶、3,871 トン）、同麗洋丸（東洋汽船、5,445トン）、特設運送船名古屋丸（南洋海運、6,071トン）からなる第4222船団を駆逐艦雷と共に護衛してトラックを出港[15]。
- 31日 - 夜から米潜ヘリング(USS Herring, SS-233)による追跡と攻撃を受ける。リングの最初の攻撃では、「千鳥型水雷艇に魚雷を2本命中させて撃沈した」と判定された[16]。

### 昭和19年の行動
1月
- 1日 - 午前3時[17]、ヘリングは北緯32度15分 東経138度02分 / 北緯32.250度 東経138.033度の地点[18]で二つの目標に対して魚雷を発射し[17]、うち1本が名古屋丸の左舷船尾に命中。衝撃でリベットが外れたため、1番船倉と2番船倉に浸水。雷が対潜掃討を行ったものの、へリングに被害はなかった。名古屋丸は放棄され、生存者は雷が救助した。
- 2日 - 名古屋丸は沈没した。
- 3日 - 船団は横須賀に到着。
- 9日 - 特設運送船興新丸（岡田商船、6,529トン）、海軍徴用船五星丸（大洋汽船、1,931トン）からなる第3109船団を特設捕獲網艇興義丸（三光汽船、857トン）と共に護衛して横須賀を出港。船団は9.5ノットで航行した。
- 12日 - 父島に到着。
- 14日- 父島を出港。
- 23日 - 午前4時41分、特設捕獲網艇国光丸（三光汽船、716トン）、特設掃海艇第二号能代丸（日本海洋漁業統制、216トン）が船団に合流。
- 24日 - 午前11時1分、船団はトラックに到着した。
- 27日 - 午前5時45分、陸軍徴用船第三吉田丸（山下汽船、4,646トン）、同松江丸（日本郵船、7,061トン）、特設運送船(給糧船)神洋丸（日本海洋漁業統制、4,658トン）からなる第4127船団を第22号掃海艇、特設駆潜艇第八昭南丸（日本海洋漁業統制、355トン）と共に護衛してトラックを出港。
- 30日 - 午前11時、特設掃海艇文丸（西大洋漁業、359トン）が船団に合流。

2月
- 3日 - 午前6時14分、船団はサイパンに到着。
- 9日 - 護衛に第十京丸を加え、引き続き4127船団を護衛してサイパンを出港。
- 10日 - 18時30分、神洋丸が機械故障により後落したが、19時12分、応急修理を終え再合流。
- 12日 - 午後12時、第十京丸が船団から分離してサイパンに向かった。17時、特設掃海艇第五利丸（西大洋漁業、298トン）が船団に合流。
- 14日 - 父島に到着。
- 15日 - 船団は父島を出港。
- 16日 - 敵潜水艦を探知したため対潜掃討を行った。16時50分、第52号駆潜艇が船団に合流。
- 19日 - 午前7時15分、第22号掃海艇が船団から分離し先行。同日、船団は横浜に到着した。
- 21日 - 特設運送船君島丸（飯野海運、5,193トン）、海軍徴用船輸送船香洋丸（東洋汽船、5,471トン）、同熊野山丸（三井船舶、2,857トン）他輸送船2隻からなる第4220船団を護衛して横浜を出港。
- 23日
  - 北緯28度49分 東経141度13分 / 北緯28.817度 東経141.217度の鳥島近海で米潜プランジャー(USS Plunger, SS-179)およびスヌーク(USS Snook, SS-279)に発見される。
  - 午後12時26分、プランジャーは魚雷を発射。魚雷は君島丸の左舷3播船倉に命中。爆発と同時に積載していたドラム缶詰め航空用ガソリンが誘爆、炎上した。
  - 14時45分、炎上していた君島丸が沈没した。
  - 23時、スヌークは魚雷を5本発射[19]。魚雷は香洋丸に命中し、同船は沈没した。
- 24日 - 午前9時、熊野山丸の船尾に魚雷が命中するが、不発だった。損傷した熊野山丸は船団から分離し、父島へ向かった。

3月
- 1日 - 船団はサイパンに到着した。
- 31日 - 東松四号船団（26隻）護衛部隊と合流。

4月
- 1日 - 午前11時、船団を護衛して木更津を出港。福江はパラオ行き船団の護衛に割り当てられていた。
- 13日 - パラオのヨオ水道に到着。
- 18日 - 第一海上護衛隊に編入。
- 19日 - 第2号海防艦と共に輸送船3隻からなるパタ09船団を護衛してパラオを出港。
- 27日 - 早朝、高雄に到着。午前9時30分、貨物船第五眞盛丸（原商事、2,599トン）、同豊浦丸（日本郵船、2,510トン）、給糧艦間宮他輸送船4隻からなるタモ18船団を第2号海防艦、砲艦宇治と共に護衛して高雄を出港。
- 28日 - 13時、船団は基隆に到着。同地で輸送船1隻を分離し、貨物船アンネット・フリッツェン号（帝国船舶/東亜海運運航、2,774トン/旧独船Annette Fritzen）、貨客船帝香丸（帝国船舶/大阪商船運航、8,007トン/旧仏船Cap Varella）、貨物船龍江丸（大連汽船、5,626トン）他輸送船5隻、護衛として特設掃海艇第七玉丸（西大洋漁業、275トン）を編入し、15時に出港。

5月
- 3日 - アンネット・フリッツェン号、海軍徴用船康寧丸（中村汽船、2,345トン）、陸軍輸送船東山丸（大阪商船、8,684トン）他輸送船4隻が上海に向かうため分離。
- 5日 - 北緯33度18分 東経127度11分 / 北緯33.300度 東経127.183度の男女群島近海を航行中、アメリカ潜水艦スピアフィッシュ(USS Spearfish, SS-190)に発見される。スピアフィッシュは追跡を開始した。
- 6日
  - 午前3時25分、スピアフィッシュは船団を攻撃。船団中の護衛艦が制圧に向かったが、その直後に豊浦丸が雷撃を受けた[20]。最初に発見した魚雷は回避したが、続く2本の魚雷が命中し沈没[21]。
  - 続く攻撃で給糧艦間宮が撃破された[22][23]。
  - 護衛艦は対潜掃討を行い、軽度ながら損傷を与えた。宇治が間宮を曳航し船団は佐世保に向かった。
- 7日 - 13時52分、第15号掃海艇が船団に合流。15時30分、間宮は警備艦海威に曳航されることとなり、敷設艇鷹島、第58号駆潜艇、特設駆潜艇第十六長運丸（山田博吉、95トン）の護衛で佐世保に帰投した[24]。
- 18日 - 午前10時30分、福江は佐世保を出港した。
- 19日 - 午前8時、門司に到着。
- 20日 - 16時、建部丸、陸軍配当船白鹿丸（辰馬汽船、8,152トン）、1K型戦時標準貨物船辰鳩丸（辰馬汽船、5,396トン）他輸送船13隻からなるモタ20船団と帝香丸、1K型戦時標準貨物船日田丸（日本郵船、5,320トン）他輸送船5隻からなるテ07船団の合同船団を駆逐艦呉竹、海防艦占守と共に護衛して門司を出港。
- 25日 - 13時、テ07船団と共にモタ20船団と分離して基隆に寄港。
- 26日 - 船団は高雄に到着した。

6月
- 1日 - 1K型戦時標準貨物船大善丸（大阪商船、5,396トン）、日田丸他輸送船4隻に組み替えられたテ07船団を占守と共に護衛して高雄を出港。
- 6日 - 15時30分、船団はマニラに到着。
- 9日 - 午前6時、海軍配当船白馬山丸（三井船舶、6,641トン）、白鹿丸、辰鳩丸他輸送船6隻からなるマサ06船団を占守、第19号駆潜艇、第43号駆潜艇と共に護衛してマニラを出港。
- 13日 - 20時、福江と占守はカムラン湾口で船団から分離し、マニラに向かった。
- 15日 - マニラを出港してきた輸送船5隻からなるマユ03船団と護衛の特設砲艦長白山丸（朝鮮郵船、2,131トン）と合流。
- 18日 - 13時、船団は楡林に到着した。
- 19日 - 福江は2A型戦時標準船江田島丸（日本郵船、6,932トン）を護衛して楡林を出港し、同日中に北黎に到着。
- 21日 - 18時、江田島丸を護衛して北黎を出港。
- 22日 - 13時、三亜に到着。
- 24日 - 17時、輸送船7隻からなるユタ07船団を占守、水雷艇友鶴と共に護衛して三亜を出港。

7月
- 1日 - 午前11時、船団は基隆に到着した。
- 4日 - 18時、海軍徴用船大天丸（大阪商船、4,642トン）他輸送船6隻からなるタモ21船団を占守、友鶴と共に護衛して基隆を出港。
- 9日 - 午前10時、船団は門司に到着した。
- 18日 - 大湊警備府警備海防艦として大湊警備府部隊に編入。
- 19日 - 大湊に到着。
- 20日 - 午後12時27分、大湊を出港し対潜哨戒を行う。
- 21日 - 午前11時30分、稚内に到着。
- 22日 - 15時、稚内を出港し、オハに移動。
- 25日 - 満珠丸を護衛してオハを出港。
- 28日 - 22時57分、稚内に到着。
- 29日 - 午前11時55分、福江は稚内を出港し、17時56分に大泊に到着した。

8月
8月に入り、福江は大泊から稚内に移動した。
- 10日 - 18時4分、満珠丸、貨物船まやち丸（三井船舶、2,159トン）他輸送船1隻からなるキラ003船団を護衛して稚内を出港。
- 12日
  - 午後、北緯49度52分 東経144度50分 / 北緯49.867度 東経144.833度の樺太東方沖を航行中、米潜ポンポン(USS Pompon, SS-267)に発見される[25]。ポンポンは悪天候の中で追跡を行う。
  - 19時、まやち丸がヤイナへ向かうため船団から分離。
  - 夜、北緯50度35分 東経144度02分 / 北緯50.583度 東経144.033度の地点にいたったところでポンポンは魚雷を3本ずつ発射し、さらに4本発射する[26]。最初の3本は2本が命中し[27]、二度目の3本も、うち2本命中[28]。三度目の4本は命中しなかった[29]。
  - 一連の攻撃で、まやち丸が撃沈された[30]。この戦闘の最中、ポンポンは自らが発射した魚雷のうち1本が艦尾を掠め去り、ポンポンは危ういところを助かった。
- 14日 - 船団はオハに到着。荷役の後、23時15分に船団はオハを出港する。
- 22日 - 船団は稚内に到着した。
- 27日 - 稚内を出港し対潜哨戒を行う。
- 29日 - 稚内に到着。

9月
9月に入り、福江は稚内を出港した。
- 2日 - 大湊に到着。
- 7日 - 大湊を出港するが、同日夜に大湊に戻った。
- 8日 - 大湊を再出港した。
- 9日 - 小樽に到着。
- 19日 - 午前8時、給糧艦白埼、貨物船千山丸（小川合名、1,151トン）、陸軍輸送船利山丸（拿捕船/宮地汽船委託、4,850トン/旧英船Munlock）他輸送船1隻からなるキラ803船団を駆逐艦神風と共に護衛して小樽を出港。
- 20日 - 艦長が綿貫有士少佐に交代。
- 21日
  - 悪天候により利山丸が後落。
  - 22時、北緯49度36分 東経145度30分 / 北緯49.600度 東経145.500度の地点で悪天候の中浮上していた米潜シーレイヴン(USS Searaven, SS-196)に利山丸が発見され、雷撃により撃沈された。
  - 船団側は利山丸の沈没をすぐに把握できなかったが、神風が爆発音を聞いており、白埼が状況捜索に向かった。福江も利山丸の状況捜索に向かったが空振りに終わった。
- 24日 - 稚内に到着。
- 27日 - 福江は稚内を出港。北上中に貨客船サマラン丸（南洋海運、4,013トン）、陸軍輸送船天領丸（辰馬汽船、2,231トン）、同梅川丸（川崎汽船、1,931トン）からなるキ405船団と、それを護衛する海防艦八丈、駆逐艦野風と合流。
- 28日 - 白埼が北知床岬近海で多数の漂流物を発見し、これで利山丸の沈没を悟った[31]。利山丸の乗船部隊172名、船砲隊33名、船長以下船員87名に生存者はなかった。

10月
- 1日 - 船団は幌筵島片岡湾に到着した。
- 7日 - ラ404船団を神風と共に護衛して片岡湾を出港した。
- 9日 - 午前7時13分に千歳湾に寄港。同地で第24号掃海艇を加える予定だったが、第24号掃海艇の加入は取り消された。
- 11日 - 船団は小樽に到着した。
- 14日 - 輸送船団を護衛して小樽を出港した。
- 18日 - 片岡湾に到着。
- 23日 - 16時、梅川丸、特設砲艦豊国丸（日之出汽船、1,274トン）、海軍徴用船白陽丸（大阪商船、5,742トン）からなるヲ303船団を神風と共に護衛して片岡湾を出港。
- 24日 - 午前2時、船団は敵潜水艦が接近していると判断されたため反転したが、その後、再び反転して航行を続けた。次第に天候が悪化して霙と強風の時化となり、福江は白陽丸と共に船団から分離して南下することになった[32]。しかし、視界不良で白陽丸が福江の姿を見失う状況だった。
- 25日 - 朝、2隻は北緯50度18分 東経150度50分 / 北緯50.300度 東経150.833度の得撫島北方海域で米潜シール(USS Seal, SS-183)に発見される。シールは白陽丸へ向け魚雷を発射[33]。白陽丸は急速回避したが間に合わず、右舷2番船倉他に魚雷3本が命中。衝撃で2番船倉のドラム缶詰め航空用ガソリンが誘爆し、それから1分少々の短時間で沈没してしまった。福江は対潜掃討を行ったが、シールに被害はなかった。生存者救助の後、福江は船団に合流。
- 28日 - 船団は稚内に到着。
- 29日 - 稚内を出港。
- 30日 - 小樽に到着した。

11月
- 10日 - 輸送船団を護衛して小樽を出港。
- 12日 - 大泊に到着。
- 15日 - 輸送船団を護衛して大泊を出港。
- 21日 - 片岡湾に到着。
- 30日 - 輸送船団を護衛して片岡湾を出港。

12月
- 5日 - に小樽に到着。
- 6日 - 福江は小樽を出港。
- 7日 - 大湊に到着して整備を受ける。

### 昭和20年の行動
1945年（昭和20年）、福江は整備を完了し再任務に就いた。
1月
- 27日 - 整備を完了し公試を行った。
- 28日 - 大湊を出港。
- 31日 - 佐世保に到着。

2月
- 23日 - 海軍徴用船江戸川丸（東洋海運、1,972トン）、特設運送船とよさか丸（浜根汽船、1,966トン）、貨物船大建丸（太洋海運、2,220トン）他輸送船1隻からなるサイ03船団を敷設艇怒和島、燕、第49号駆潜艇、特設駆潜艇三峡丸（日本海洋漁業統制、89トン）と共に護衛して富江を出港。
- 26日 - 那覇に到着。
- 27日 - 那覇を出港した。
- 28日 - 宮古島に到着。この時、米高速空母機動部隊である第58任務部隊が硫黄島の戦いの支援と沖縄上陸の準備のため、2月25日に東京を空襲するなど日本本土周辺で活動していた[34]。

3月
- 1日 - 第58任務部隊は南西諸島一帯に向けて攻撃隊を発進させ、宮古島も空襲に見舞われた。船団は急遽出港し北方へ避退するが、いくらも行かないうちに空襲が始まり、とよさか丸が16時に、大建丸が1610にそれぞれ被弾沈没し、江戸川丸が損傷。護衛部隊も燕が1645に被弾沈没し、福江と怒和島が損傷するが、三峡丸は軽微な損傷で済んだ。
- 2日 - 16時、貨客船日輪丸（拿捕船、1,020トン/旧英船Mata Hari）が北緯27度12分 東経124度22分 / 北緯27.200度 東経124.367度の尖閣諸島大正島北方120km地点で空爆を受けて被弾沈没した。損傷した江戸川丸のみとなった船団はここで運航を打ち切り、護衛部隊は江戸川丸を護衛して佐世保に向かった。
- 14日 - 佐世保に到着。

福江は佐世保海軍工廠で修理を受け、修理完了後、佐世保を出港した。
4月
- 5日 - 大湊に到着。
- 10日 - 第104戦隊の編制に伴い同戦隊に編入[35]。
- 13日 - 大湊を出港し対潜掃討を行う。
- 14日 - 函館に到着。
- 15日 - 函館を出港し、占守と合流して対潜掃討を行う。その後、占守が16日に函館に戻ったが、福江は引き続き対潜掃討を行った。
- 19日 - 函館に到着。
- 20日 - 午前8時、福江は函館を出港した。
- 22日 - 大湊に到着。
- 23日 - 特設運送艦浮島丸（大阪商船、4,730トン）単独からなるキ301船団を護衛して大湊を出港。22時30分、襟裳岬沖で機関故障を起こしたため、船団は反転。
- 24日 - 大湊に到着。

5月
- 6日 - 福江は笠戸と共に大湊を出港した。
- 7日 - 小樽に到着。14時52分、陸軍輸送船紅海丸（大阪商船、1,273トン）他輸送船3隻からなるキ704船団を笠戸、択捉と共に護衛して小樽を出港。
- 14日 - 18時15分、船団は片岡湾に到着した。
- 16日 - 福江は幌筵島武蔵湾に移動。
- 18日 - 片岡湾へ移動。
- 19日 - 午前1時30分、ヲ904船団を笠戸、択捉と共に護衛して片岡湾を出港。ヲ904船団の編成はキ704船団と変わらなかった。
- 24日 - 21時45分、船団は小樽に到着した。

6月
- 5日 - 貨物船東祐丸（飯野海運、1,225トン）他輸送船1隻からなるタ船団を護衛して小樽を出港。
- 26日 - 艦長が田中銀造大尉に交代。

7月
- 1日 - 艦長が谷原準造少佐に交代。
- 15日 - 米第38任務部隊による青函連絡船への空襲とともに行われた八戸空襲で、福江と伊王、第81号駆潜特務艇が損傷し、特設駆潜艇野柳丸（日本海洋漁業統制、97トン）が大破し放棄された。

8月15日の終戦時は大湊に所在。

### 戦後・復員輸送
1945年（昭和20年）10月5日、帝国海防艦籍から除かれた。
12月1日、第二復員省の開庁に伴い、横須賀地方復員局所管の特別輸送艦に定められる。
1947年（昭和22年）1月6日に特別保管艦に指定される。
7月16日、特別輸送艦の定めを解かれ、賠償艦としてシンガポールでイギリスに引き渡された。イギリス軍ではアメリカから譲渡された護衛駆逐艦や、自国で建造された駆逐艦等護衛艦の一部が余剰となっていたため、それらと比べて整備に手間がかかる福江はそのまま同地で解体された。福江の艦名は海上自衛隊の掃海艇「ふくえ」に引き継がれた。

## 艦長
艤装員長
1. 江川重良 予備海軍少佐：1943年5月29日[36] - 1943年6月11日
2. 広瀬信治郎 予備海軍少佐：1943年6月11日[37] - 1943年6月28日

海防艦長/艦長
1. 広瀬信治郎 予備海軍少佐：1943年6月28日[38] - 1943年11月5日
2. 岡部毅 少佐：1943年11月5日[39] - 1944年9月20日
3. 綿貫有士 少佐：1944年9月20日[40] - 1945年6月26日
4. 田中銀造 大尉：1945年6月26日[41] - 1945年7月1日
5. 谷原準造 少佐：1945年7月1日[42] - 1945年10月30日
6. 安平輔 少佐/第二復員官：1945年10月30日[43] - 艦長 1945年12月1日 - 1946年1月20日
7. 田ヶ原義太郎 第二復員官/第二復員事務官/復員事務官：1946年1月20日[44] - 1947年5月10日[45]、以後5月12日まで艦長の発令無し。
8. 星出隆臣 復員事務官：1947年5月12日[45] - 1947年7月16日[注釈 3]